# 2019冠状病毒病对日本体育的影响
本列表介绍2019冠状病毒病疫情对日本体育造成的影响及相关报道。有關2020年東京奧運、東京殘奧方面的影響，請見2019冠状病毒病疫情对2020年夏季奥林匹克运动会和2020年夏季帕拉林匹克运动会的影响。

## 田徑
- 原定於3月1日在東京都内舉行的《東京馬拉松2020》決定，取消普通参加者出賽，只進行男女專業組及輪椅專業組比賽[1][2]。
- 原定於3月1日舉行的神奈川縣三浦市「三浦国際市民馬拉松」取消[3]。
- 原定於3月8日在名古屋市（起點及終點為名古屋巨蛋）舉行的《名古屋女子馬拉松2020》決定，取消普通組比賽，只進行專業組比賽[4][5]。
- 原定於2月29日在大阪淀川河川公園舉行的《淀川寬平Walk2020》及3月1日舉行的《富士麪包Presents淀川寬平Marathon 2020》均因應疫情擴大，決定取消[6][7]。
- 原定於2月23日舉行的「第11回磐城Sunshine Marathon」（起點：磐城陸上競技場、終點：小名濱港Aquamarine Park）取消[8][9]。

## 高爾夫
- 4月24日，日本高爾夫巡迴賽宣布，6月尾前不舉行男子巡迴賽。国内首場主要賽事、日本巡迴錦標賽森大賽杯及Dunlop Srixon福島公開賽取消，国内開幕延至7月起[10][11]。
- 4月24日，日本女子職業高爾夫協會宣布，取消開幕戰至第14戰YONEX Ladies的季度巡迴賽[10]。及後亦陸續取消比賽，除第17戰（Earth MONDAHMIN Cup，6月25日～6月28日）外，從開幕戰至第19戰全部決定取消。
  - 2月28日，主辦方大金工業宣布，取消原定於3月5日 - 8日在沖繩縣南城市的琉球高爾夫俱樂部舉行的JLPGA Tour開幕戰《第33回大金蘭女子高爾夫錦標賽》[註 1][12][13]。
  - 第2戰《第13回明治安田生命女子 橫濱輪胎高爾夫錦標賽》（3月13日～15日，高知縣香南市土佐Country Club）[14]
  - 第3戰《第11回T Point×ENEOS高爾夫錦標賽》（3月20日～3月22日，鹿兒島縣姶良市鹿兒島高牧Country Club）[15]
  - 第4戰《第8回AXA女子高爾夫錦標賽 in MIYAZAKI》（3月27日～29日，宮崎縣宮崎市UMK Country Club）[16]
  - 第5戰《第20回山葉女子公開賽葛城》（4月2日～5日，静岡縣袋井市葛城高爾夫俱樂部山名線）[17]
  - 第6戰《Studio Alice Ladies Open》（4月10日～12日，兵庫縣三木市花屋敷高爾夫俱樂部吉川線）[18]
  - 第7戰《KKT杯Vantelin女子公開賽》（4月17日～19日，熊本縣菊池郡菊陽町熊本空港Country Club）[19]
  - 第8戰《富士產經女子經典賽》（4月24日～26日，静岡縣伊東市川奈酒店高爾夫球場富士線）[20]
  - 第9戰《Panasonic公開賽女子高爾夫錦標賽》（5月1日～3日，千葉縣市原市濱野高爾夫俱樂部）[21]
  - 第10戰《世界女子冠軍賽 Salonpas盃》（5月7日～10日，茨城縣筑波未來市茨城高爾夫俱樂部）[22]
  - 第11戰《保險窗口女子賽》（5月15日～17日，福岡縣福岡市福岡鄉村俱樂部 和白線）[23]
  - 第12戰《中京電視台石橋牌女子公開賽》（5月22日～24日，愛知縣豐田市中京高爾夫俱樂部 石野線）[24]
  - 第13戰《Resort Trust Ladies》（5月28日～31日，静岡縣濱松市Grundy濱名湖高爾夫俱樂部）[25]
  - 第14戰《Yonex女子高爾夫錦標賽》（6月5日～7日，新潟縣長岡市Yonex Country Club）[26]
  - 第15戰《宮里藍 三得利女子公開高爾夫錦標賽》（6月11日～14日，兵庫縣神戶市六甲国際高爾夫俱樂部）[27]
  - 第16戰《日冷女子賽》（6月19日～21日，千葉縣千葉市袖浦Country Club 新袖線）[28]
  - 第18戰《資生堂ANESSA女子公開賽》（7月2日～5日，神奈川縣横浜市戶塚鄉村俱樂部)[29]
  - 第19戰《日本火腿女子經典賽》（7月9日～12日，北海道苫小牧市桂高爾夫俱樂部）[30]
- 因應比賽陸續取消，5月25日，日本女子職業高爾夫協会会長小林浩美召開網上記者会，宣布將2020年賽季及2021年賽季統一成1個賽季[31]，是史上首次將2年統一為1個賽季。
- 6月3日，日本女子職業高爾夫協會及比賽主辦方聯合宣布，將閉門舉辦第20戰《Earth MONDAHMIN盃》（6月25日～28日，千葉縣袖浦市Camellia Hills Country Club），是季度內首場国内比賽。賽後的巡迴賽日程未定[32]。

## 足球
- 原定於2月28日 - 3月15日舉行的J聯賽及日本聯賽盃所有比賽延期[33]。3月9日，所有球會基本達成共識，3月中的比賽繼續延期[34]。J聯賽及後亦陸續中断或延期開幕，最後宣布，J聯賽於5月29日，J1於7月4日，J2於6月27日復賽，J3則於同日開幕[35]。J1第2節、第3節，J2第2節、第3節，J3第1節、第2節為「遠端比賽」（閉門作賽），之後的比賽安排將陸續公布[36]。原定於6月17日舉行的J聯賽盃Play Off Stage一度決定延期，後宣告取消，改為各Group Stage的最高排名球會+排名第2球會中的最高排名球會 (共5個球會) 進入Prime Stage[37]。
  - J1第2節於7月4日，J2第2節於6月27日重開，J3於6月27日開幕。

## 高中棒球、職業棒球

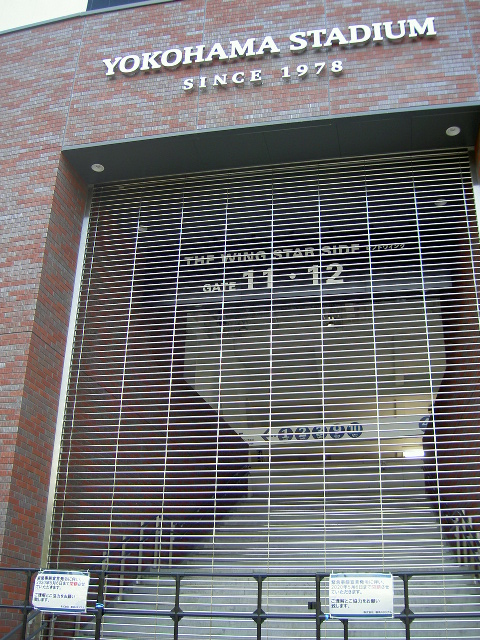
關閉的橫濱球場

- 2月26日，職業棒球12個球團召開臨時代表者会議，決定原定於2月29日 - 3月15日舉行的公開賽全72場比賽改為閉門進行[38]。原定於3月9日、3月20日開幕的職業錦標賽亦決定延期[39]。4月17日決定，取消中央聯盟及太平洋聯盟交流賽[40]。5月11日決定，取消日本職棒全明星賽及Fresh全明星賽[41]。5月25日宣布，中央聯盟及太平洋聯盟共同於6月19日開幕[42]。
- 3月11日，日本高校野球聯盟（高野聯）等在大阪市内召開臨時運營委員会，決定取消原定於3月19日開幕的第92屆選拔高等學校棒球大會（春季甲子園）。主辦方曾在4日表示正準備改為閉門作賽，將考慮此後的疫情變化状況，做出最終判断。NHK每年在正式比賽期間8時至18時播出的比賽直播電視特別節目亦隨之取消。這是歷史上首次有高中棒球選拔賽取消，關西大学名誉教授宮本勝浩計算後指，預計失去289億7000万日圓的經濟效益[43]。
- 5月20日，日本高校野球聯盟宣布，取消原定於8月在甲子園球場舉行的夏季全国高校野球[44]。考慮到3年生會在無公式戰下引退，各都道府縣的高野連將判断是否自行舉辦地方大会[44]。
- 6月10日，為補償選拔賽入選學校，決定舉行2020年甲子園高中棒球交流賽。

## 欖球
- 3月9日，日本欖球協会取消原定於3月24日 - 31日在埼玉縣熊谷體育文化公園舉行的第21回全國高中橄欖足球選拔賽[45]。原定於3月中舉行的Top League全24場比賽亦宣布取消[46]。
- 3月15日，超級橄欖球聯賽宣布，因應疫情，暫停第7節後的循環賽。日本Sunwolves運營法人表示，「將把選手及員工的健康、安全放在第一位，考慮如何應對」[47]。
- 3月23日，日本欖球協会宣布，因應疫情，季度Top League所有比賽取消。當時全15節已進行至第6節，排名尚未確定。取消理由包括「確保觀眾、選手、相關人士的健康及安全」，「紐西蘭及澳洲等地選手回国」，「選手感染後對企業的影響」等。為防疫情擴大，循環賽已於原定2月29日進行的第7節起暫停。5月23日的日本錦標賽預計繼續舉辦，正考慮4隊出場隊伍如何選出[48]。
- 4月8日，東大阪市準備關閉東大阪市花園橄欖球場。此前考慮到戶外設施感染風險較低，仍繼續接受使用申請，緊急事態宣言發出後改變決定[49]。
- 5月9日，受疫情影響，東京奧運受關注的7人制欖球日本隊已停止男女雙方活動[50]。
- 5月11日，日本協会的欖球新聯賽法人準備室長谷口理事表示，原定2021年度秋季開幕的新聯賽預計會延期。他指，受COVID-19疫情影響，東京奧運及殘奧延期舉辦，「各種地方都要重新考慮。可能會押後至22年新年後開幕」。考慮到疫情影響，原定4月尾截止的參賽隊申請期限延至6月尾。新聯賽中，Top League及Top Challenge League將改為3個聯賽[51]。7月1日，有25隊表示有意参加[52]。
- 5月16日，日本橄欖協会宣布，原定於6、7月在国内舉行的日本隊國際錦標賽（代表隊之間的国際比賽）中，3場比賽取消，威爾斯戰（6月27日静岡）及2場英格蘭戰（7月4日大分、11日神戶）考慮調整日程。日本協会與在2019世界盃中，帶領日本隊進入8強的Joseph總教練續約。在曾任日本隊總教練的Jones帶領下，英格蘭曾在世界杯日本賽中獲亞軍，而威爾斯亦是位列前4的強隊。Joseph總教練表示，「遺憾失去難得的比賽機会，但考慮到感染風險，是沒有選擇」。世界欖球總會已宣布，原定於7月舉行的所有國際錦標賽全部延期[53]。
- 6月1日，超級橄欖球聯賽日本代表隊Sunwolves的運營法人收到澳洲欖球協会通知，指参賽是不可能，遂決定結束5年間的活動。受疫情影響，代表隊的賽程中断，及後尋求參加替代大賽，最終未成事[54]。
- 6月30日，世界橄欖球總會 (WR)宣布，取消因疫情未進行的2019 - 20年賽季7人制 (Sevens)世界系列 (WS)剩餘比賽。由於日本通過2場預選賽時為首位，日本男子隊因此升格至更高組別，而根據已完成比賽的結果，男女隊冠軍均為紐西蘭隊。日本女子隊未有升格[55]。

## 格鬥技

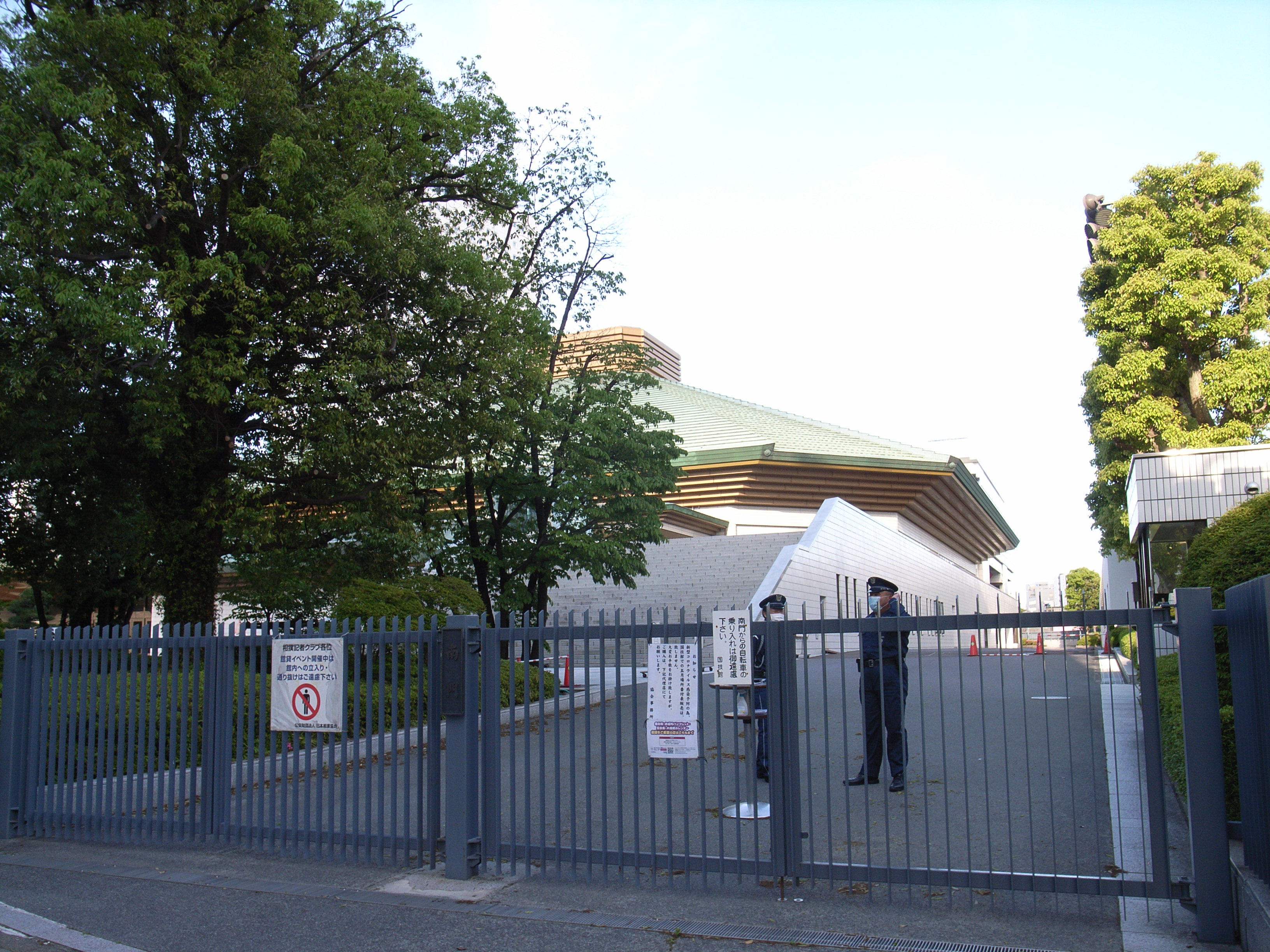
兩国国技館關閉及加強保安

- 日本相撲協会宣布，原定於3月8日起在大阪府立体育会館舉行的3月場所（春場所）改為閉門進行(五月場所中止)[56]。
- 日本相撲協会宣布，取消原定延期舉行的大相撲夏場所[57]。7月名古屋場所準備改至東京的兩国国技館閉門舉行。
- 3月22日，踢拳團体在埼玉超級競技場舉行「K-1」比賽，儘管国家及埼玉縣請求不要舉行，但主辦方依然強行舉辦，並向来場者派發口罩，要求來場者在門票存根寫上地址及電話號碼等[58]。
- 4月3日，職業拳擊選手（日本輕蠅量級王者）高橋悠斗表示，受疫情影響，各項比賽延期，運動意欲低下，宣布引退[59]。

## 動力運動
- 原定於3月7日、8日在三重縣鈴鹿市鈴鹿賽道舉行的「MoSpoFes2020 SUZUKA～Motor Sports Fan感謝Day～」取消[60]。
- 4月6日，主辦SUPER GT的GT Association(GTA)在與當地贊助商協調後，決定押後原定於7月舉行的泰國、馬來西亞賽事[61]，第1戰至第5戰亦隨之延期[62]。6月4日，GTA公布活動舉行路線圖[63]。為降低風險，要求前往賽場時避免乘搭公共交通，而是使用自駕車，而比賽只在鈴鹿、富士、茂木舉行，岡山国際、SUGO、AUTOPOLIS及雪邦不用作賽場。6月8日，宣布原來在協調中的第8戰不在泰國舉行[64]。最新日程安排如下所示，當中第1戰至4戰為閉門舉行，之後會考慮疫情及社会情勢再作評估[65]。
  - 第1戰 富士國際賽車場（7月18日、19日）
  - 第2戰 富士國際賽車場（8月8日、9日）
  - 第3戰 鈴鹿賽道（8月22日、23日）
  - 第4戰 Twin Ring茂木（9月12日、13日）
  - 第5戰 富士國際賽車場（10月3日、4日）
  - 第6戰 鈴鹿賽道（10月24日、25日）
  - 第7戰 Twin Ring茂木（11月7日、8日）
  - 第8戰 富士國際賽車場（11月28日、29日）
- 原定於4月4日、5日在鈴鹿賽道舉行的「2020 NGK火嘴 鈴鹿2&4 Race」延期，同期舉行的「Enjoy Honda 2020 鈴鹿賽道」取消[66][67]。
- 原定於3月9日、10日在鈴鹿賽道舉行的第1回官方共同試賽順延至4月3日、4日，及後取消[68]。第2回官方共同試賽於3月24日、25日在富士國際賽車場舉行，之後有1名車隊相關人士確診新冠肺炎[69]。
- 4月9日，主辦Super Formula的日本Race Promotion(JRP)發布《致廣大愛好者》[70]。原定於4月～6月舉行的第1戰至第4戰已決定延期[71]，同時發布截至4月9日的日程變更計劃[72]。6月10日，公布2020年改定版日曆及最新賽程[73][74]。
  - 第1戰 Twin Ring茂木（8月29日、30日）
  - 第2戰 岡山国際賽道（9月26日、27日）
  - 第3戰 Sports Land SUGO（10月17日、18日）
  - 第4戰 AUTOPOLIS（11月14日、15日）
  - 第5、6戰 鈴鹿賽道（12月5日、6日）
  - 第7戰 富士國際賽車場（12月19日、20日）
- 原定於7月16日至19日在鈴鹿賽道舉行的「"可口可樂" 鈴鹿8小時耐久Road Race 第43回大会」因應新型冠狀病毒感染症疫情，決定順延至10月30日至11月1日舉行。原定同時舉行的4小時耐久賽及原定於10月31日、11月1日舉行的「第52回 MFJ Grand Prix Super Bike Race in鈴鹿」隨之取消，MFJ Grand Prix定於全日本Road Race錦標賽系列最終賽的11月14日、15日在Twin Ring茂木舉行[75]。
- 運營筑波賽道的一般財團法人日本Auto Sports Center宣布，全日本Road Race錦標賽系列第4戰取消。2020年預計只有4場比賽進行[76]。
- 6月30日，Mobilityland宣布，與日本Motorcycle運動協會協商後決定，原定於11月14日、15日在Twin Ring茂木舉行的最終戰MFJ Grand Prix，改為10月17～18日舉行[77]。
  - 第1戦 鈴鹿2&4 Race（4月4日、5日）→中止
  - 第2戦 Twin Ring茂木（4月18日、19日）→10月17、18日以最終戰「MFJ Grand Prix」形式舉行
  - 第3戦 Sports Land SUGO（5月23日、24日）→延期至8月9日、10日
  - 第4戦 筑波賽道（6月20日、21日）→中止
  - 第5戦 岡山国際賽道（9月5日、6日）
  - 第6戦 AUTOPOLIS（9月19日、20日）
  - 第7戦 鈴鹿賽道（10月31日、11月1日）→中止
- 原定於3月21日、22日在三重縣鈴鹿市鈴鹿賽道舉行的Super耐久 2020年賽季開幕戰延期至11月21日、22日。原定於11月21日、22日舉行的「SUZUKA Sound of ENGINE 2020」隨之取消[66][78]。
- 6月10日，公布Super耐久系列的新賽程，最初延期至11日舉行的鈴鹿賽道戰罕有地押後至翌年1月舉行[79]。
- 5月27日，日本自動車聯盟（JAF）公布應對方針，討論如何重開日本国内的汽車競速活動[80][81]。
- 運營三重縣鈴鹿市鈴鹿賽道及栃木縣茂木町Twin Ring茂木的Mobilityland，陸續宣布取消国際賽事。
  - 5月22日宣布，取消原定於8月21日至23日在鈴鹿賽道舉行的「2020 第49回Summer Endurance『BH拍賣 SMBC 鈴鹿10時間耐久賽（SUZUKA 10H）』」[82]。原定於前一日8月20日舉行的「鈴鹿Motor Sports Festival（主辦：鈴鹿市）」亦取消。
  - 6月1日宣布，因主辦方想避免人員大移動，優先在歐洲舉辦比賽，取消原定於10月16日～18日在Twin Ring茂木舉行的2020年MotoGP（世界電單車錦標賽）日本Grand Prix[83]。
  - 6月12日，FIA宣布，取消原定於10月9日～11日在鈴鹿賽道舉行的2020年世界一級方程式錦標賽日本大獎賽[84]。

## 體育俱樂部
政府專家会議介紹1人傳染多人個案時，指健身房是具體地點之一；千葉縣市川市一間體育俱樂部已有5名女性確診。
- 為防止疫情擴大，Curves、Central Sports、Sports Club NAS、Konami Sports等體育俱樂部暫時停業[86][87]。

## 公營競技
- JRA宣布，2月29日起，中央競馬暫時改為閉門賽馬，WINS等各類場外馬券發售所停止售票或退票[註 2][88]。包括4月的櫻花賞、皋月賞，5月的優駿牝馬 (Oaks)、東京優駿 (日本打吡)等傳統賽在內，有11場GI賽馬改為閉門作賽。其他公營競技（地方競馬、競輪、日本競艇、Auto Race）亦採取同樣措施[89][90][91][92]。

- 截至3月15日，JRA的銷售收入為前一年同期82％，日本競艇為80％多，網絡投票佔50％以上的競輪為66％，Auto Race銷售情況亦不理想[93]。

### 其他
- 原定於2020年2月23日在京都府舉行的小精靈卡牌官方亞洲賽「Pokémon Asia Top League Kyoto 2020」宣布，因新冠肺炎影響取消[94]。
- 原定於5月1日 - 3日舉行的《2020殘疾人世界泳賽 新加坡賽》宣布，因新冠肺炎疫情擴大取消[95]。
- 原定於2月21日 - 23日在北海道札幌市、江別市、岩見澤市舉行的《2020年第7回Special Olympics日本冬季國家比賽 北海道》取消[96][97]。
- 原定於3月5日至8日舉行的「第91回宮室滑雪大賽国際比賽」取消[98]。
- 原定於3月17日至19日舉行的國際圍棋比賽「世界圍棋冠軍錦標賽2020」延期[99]，圍棋界各種活動及業餘棋賽亦取消或延期。4月8日發出緊急事態宣言後，日本棋院及關西棋院押後所有對局[100]。6月1日重開[101]。
- 讀賣電視台宣布，因緊急事態宣言令不少團隊難以製作機体，取消原定於夏季在滋賀縣彦根市琵琶湖舉行的《鳥人錦標賽2020》[102]。
- 原定於8月7日 - 10日舉行的「第33回全日本高中、大学舞蹈節（神戶）』宣布取消[103]。